# Steffi Kriegerstein
Steffi Kriegerstein (* 3. November 1992 in Dresden) ist eine ehemalige deutsche Kanutin.

## Karriere
Im Jahr 1999 begann Steffi Kriegerstein ihre sportliche Laufbahn beim WSV Am Blauen Wunder Dresden e.V., für den sie noch heute startet. Im Frühjahr 2000 saß sie zum ersten Mal in einem Boot. Ein Jahr später bestritt sie ihre ersten Wettkämpfe. Einer ihrer ersten Wettkämpfe war die Sachsenmeisterschaft auf dem Knappensee in Hoyerswerda. In der K2-Klasse erkämpfte sie sich ihre ersten Medaillen.
2003 wurde sie in die 5. Klasse der Sportmittelschule in Dresden aufgenommen, was ihre sportliche Karriere weiter vorantrieb. In der 7. Klasse wechselte sie auf das Sportgymnasium Dresden. 2005 nahm sie zum ersten Mal an den Deutschen Kanumeisterschaften teil. Sie erkämpfte sich im K4 über 500 Meter einen ersten Platz sowie über 2000 Meter einen zweiten Platz.
Ihren ersten internationalen Einsatz hatte Steffi Kriegerstein 2008 bei den „Olympic Hopegames“ in Szeged/Ungarn. Sie erreichte im K1 sowie im K4 jeweils einen dritten Platz.
2009 nahm Steffi Kriegerstein an ihren ersten nationalen Ausscheidungswettkämpfen teil. Sie schaffte den Sprung in die Juniorennationalmannschaft und erpaddelte sich im K1 1000 m den 4. Platz sowie mit Sabrina Hering (Hannover) im K2 500 m den ersten Platz bei den Junioren-Weltmeisterschaften in Moskau/Russland. Dafür erhielt sie 2010 den Förderpreis der Landeshauptstadt Dresden für Nachwuchssportler. Des Weiteren wurde sie zur Eliteschülerin des Jahres 2009 ernannt.
2012 machte sie das Abitur. Im Wintersemester 2012 belegte Steffi Kriegerstein den Studiengang „Regenerative Energiesysteme“ an der TU Dresden. 2013 trat sie in die Sportfördergruppe der Bundeswehr ein. Im Frühjahr 2014 begann sie ihr neues Studium an der Hochschule Ansbach im Bereich „Internationales Management“.
Die erfolgreichste Saison feierte Steffi Kriegerstein 2014 mit ihrer K2-Partnerin Sabrina Hering. In diesem Jahr schaffte sie den Sprung in die deutsche Kanurennsport-Nationalmannschaft.
Im Jahr 2016 qualifizierte sie sich für die Olympischen Spiele in Rio, wo sie im Vierer-Kajak über 500 Meter startete und erfolgreich den 2. Platz belegte. Dafür erhielt sie am 1. November 2016 das Silberne Lorbeerblatt.
Im April 2021 sagte sie ihren Start bei den Olympischen Sommerspielen in Tokio aufgrund der Folgen ihrer COVID-19-Erkrankung im Dezember 2020 ab. Am 17. August 2022 beendete sie ihre aktive Karriere, aufgrund von Long COVID.
Im Mai 2023 erhielt sie den Bachelor of Arts in Medienmanagement an der Hochschule Mittweida.

## Erfolge
- Junioren-Weltmeisterschaft 2009: 1 × Gold, 1 × 4. Platz
- Junioren-Europameisterschaft 2010: 1 × Gold, 1 × Bronze, 1 × 5. Platz
- U23-Europameisterschaften 2011–1014: 3 × Gold, 1 × Silber
- U23-Weltmeisterschaft 2014–2015: 2 × Gold
- Weltcups 2012–2014 (Leistungsklasse): 1 × Silber, 2 × Bronze
- Europameisterschaft (Leistungsklasse): 1 × Bronze
- Weltmeisterschaft (Leistungsklasse): 1 × Gold, 1 × Silber, 1 × Bronze
- Olympia 2016: 1 × Silber

## Musik
Simon Goodlife feat. Olympia-Kanu-Team - RIOlympia